# Nokia 6610i
Nokia 6610i je mobilní telefon klasické konstrukce s tlačítky, s elegantním designem vyráběný firmou Nokia, který používá platformu Series 40 a J2ME (Java). Jedná se o inovovanou verzi předchozího modelu stejného vzhledu Nokia 6610, který přišel na trh na podzim roku 2002. Nokia 6610i přišla na trh na jaře roku 2004 a oproti předchůdci doznala několika vylepšení. Hlavní změnou je digitální fotoaparát na zadní straně s rozlišením 0,1 Mpx. Paměť přístroje byla rozšířena na 4 MB a zvýšena velikost pro odesílané MMS zprávy.

## Galerie

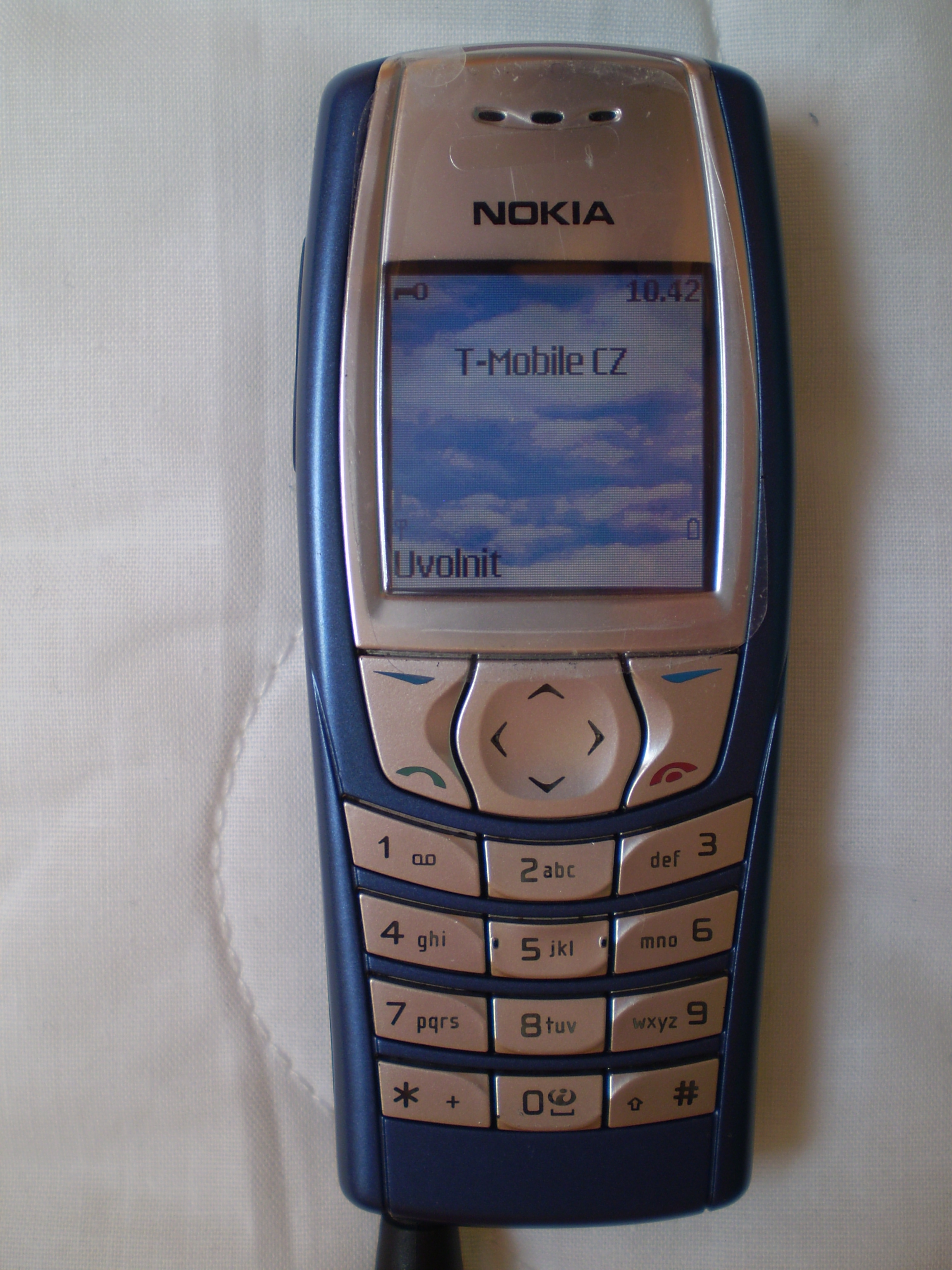
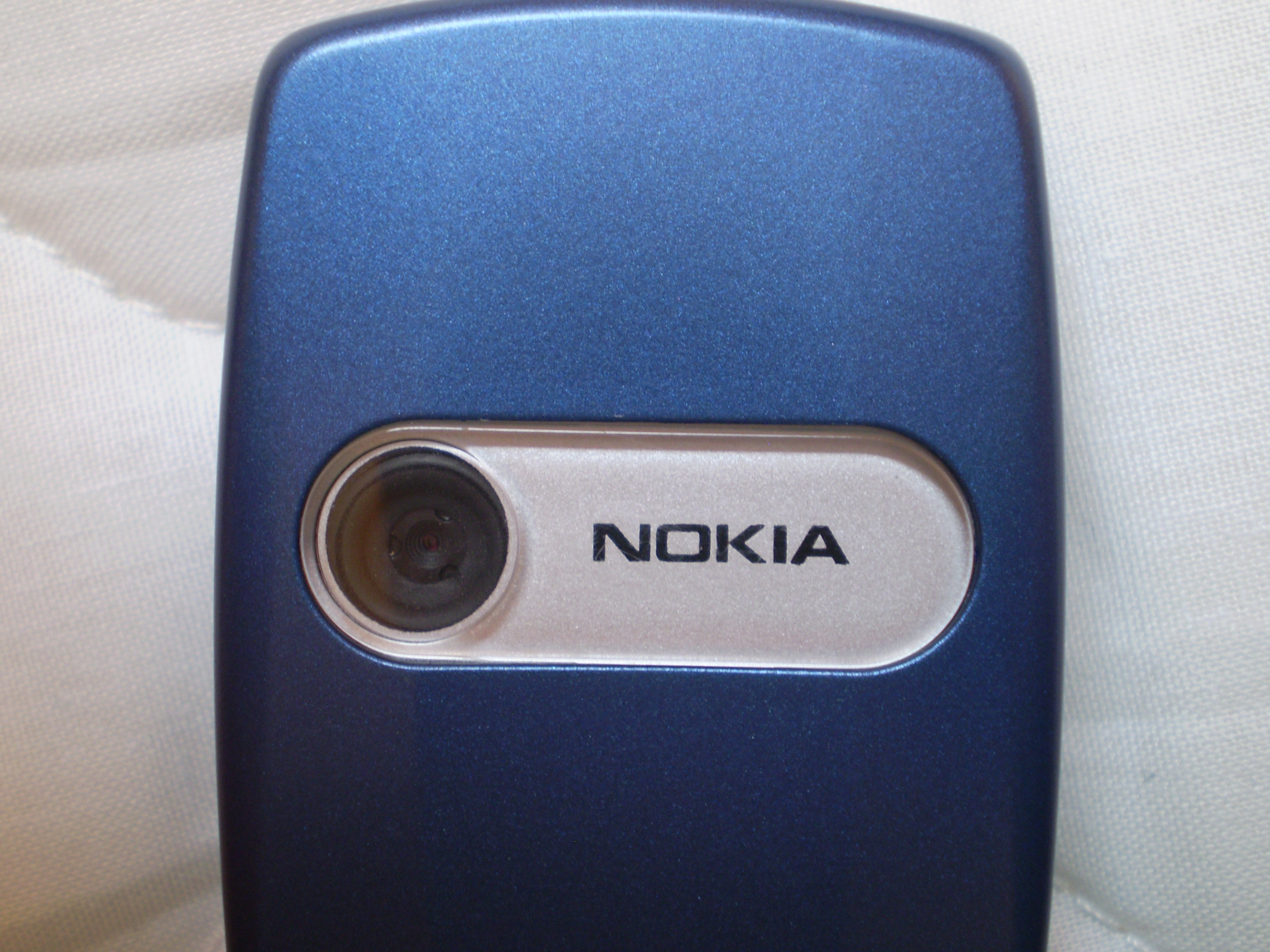
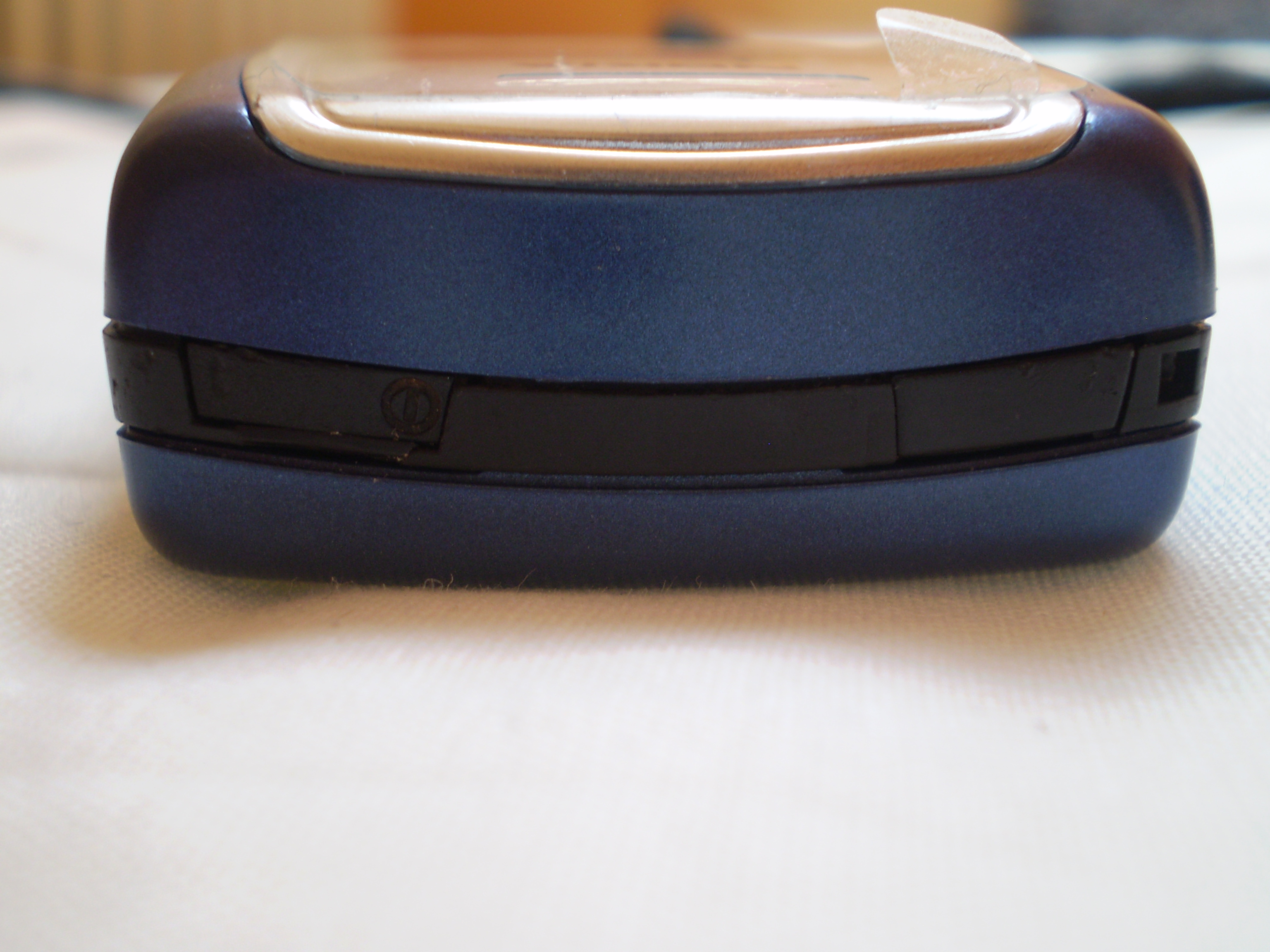
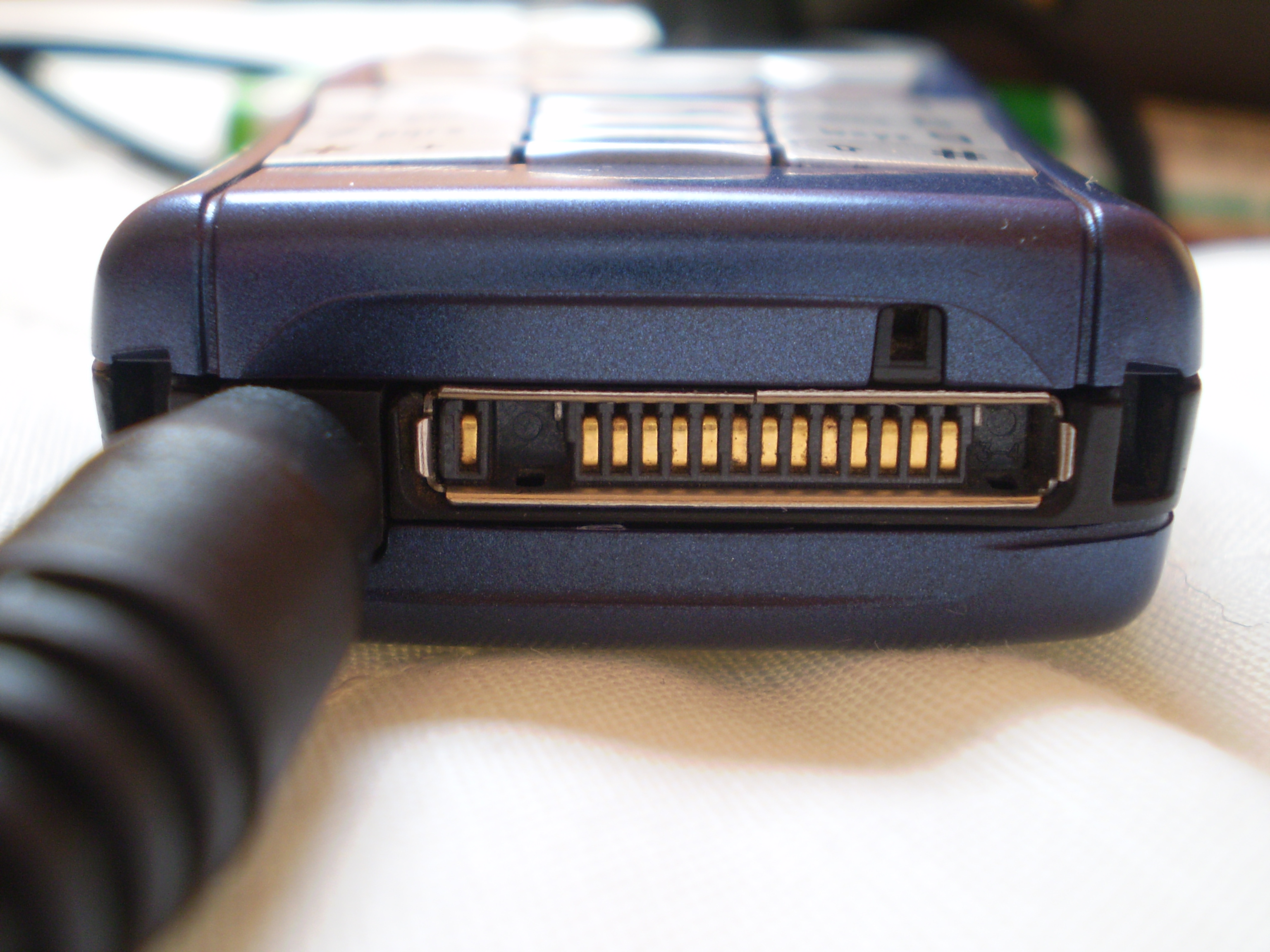
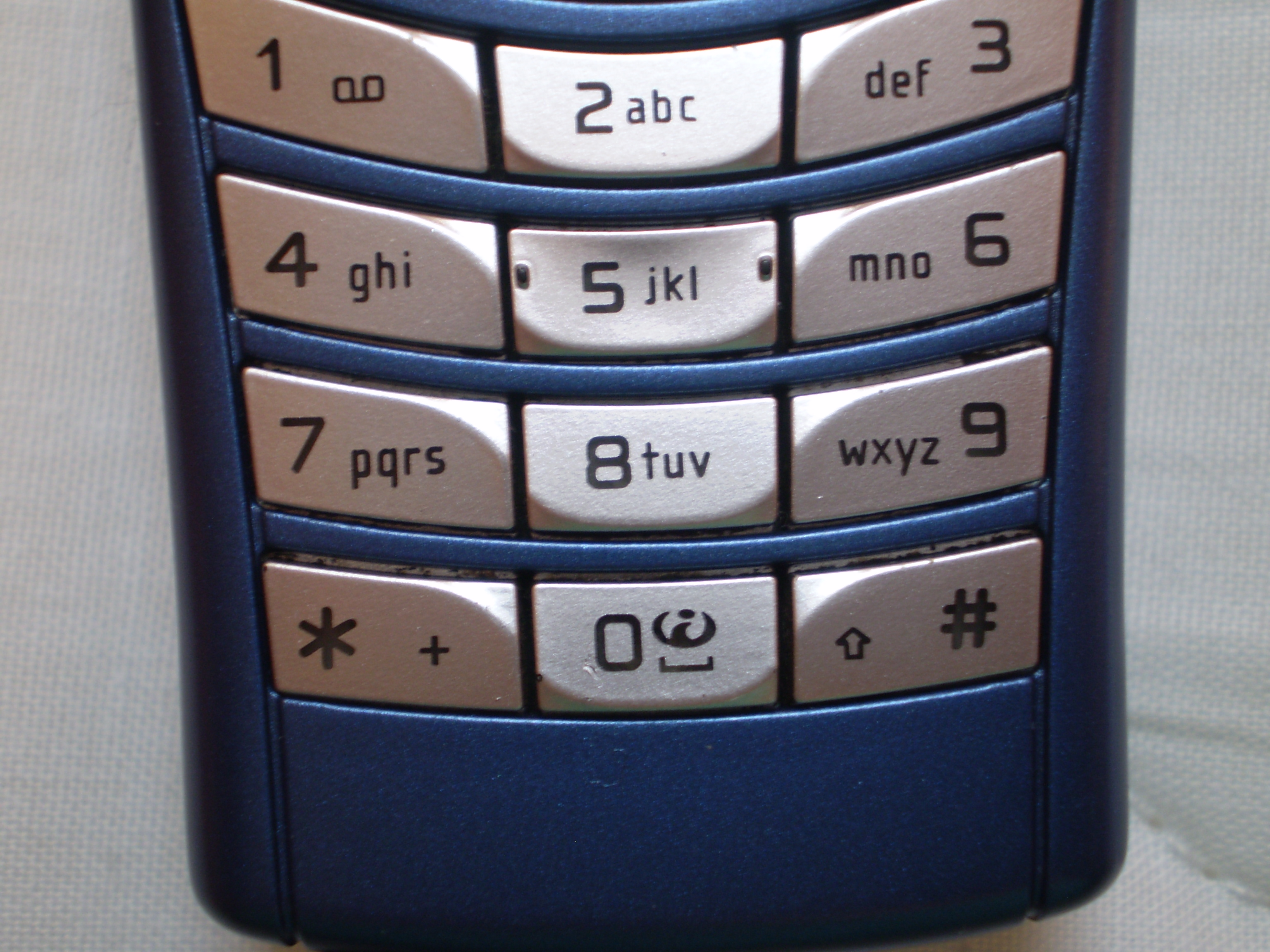
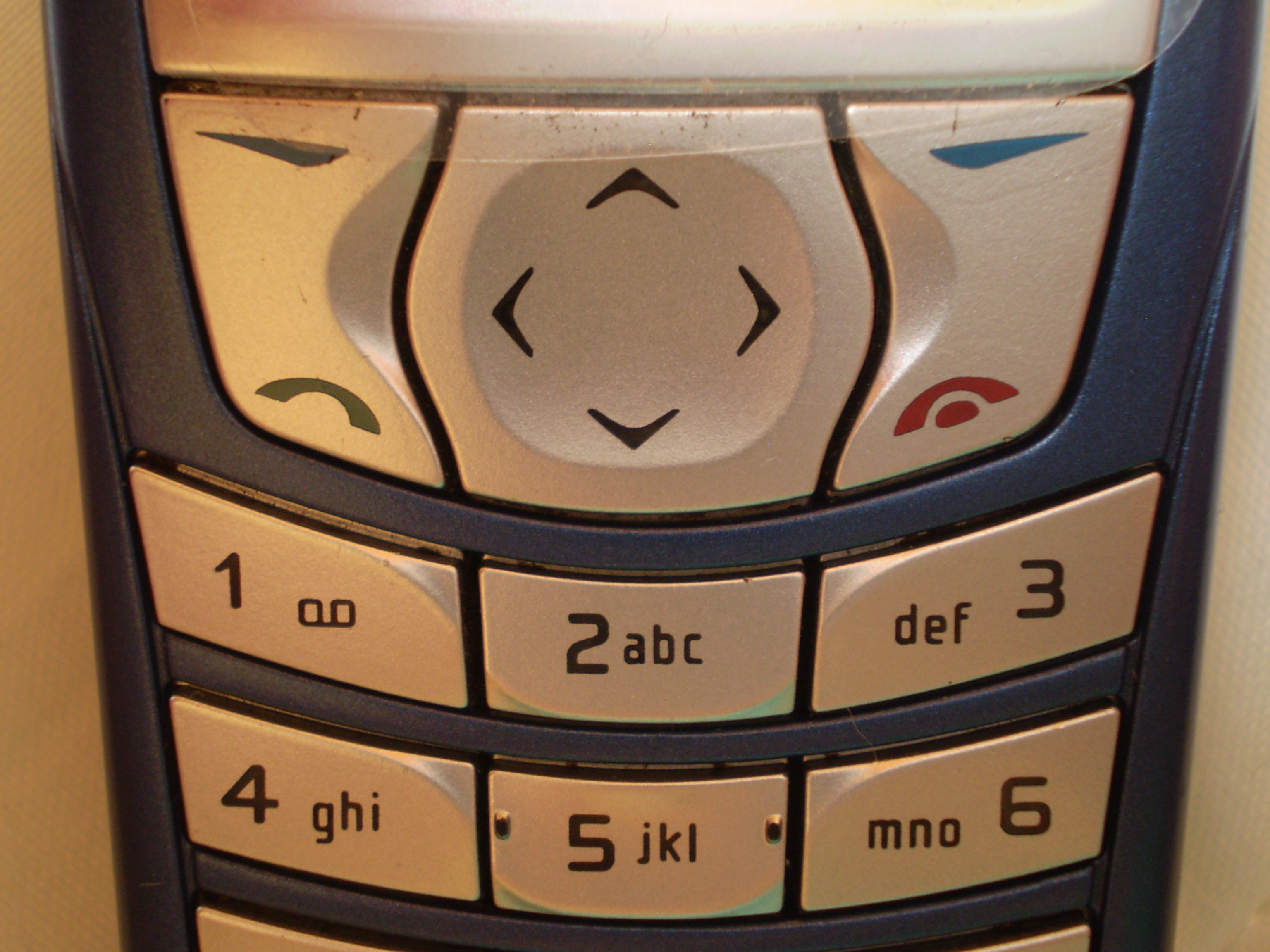
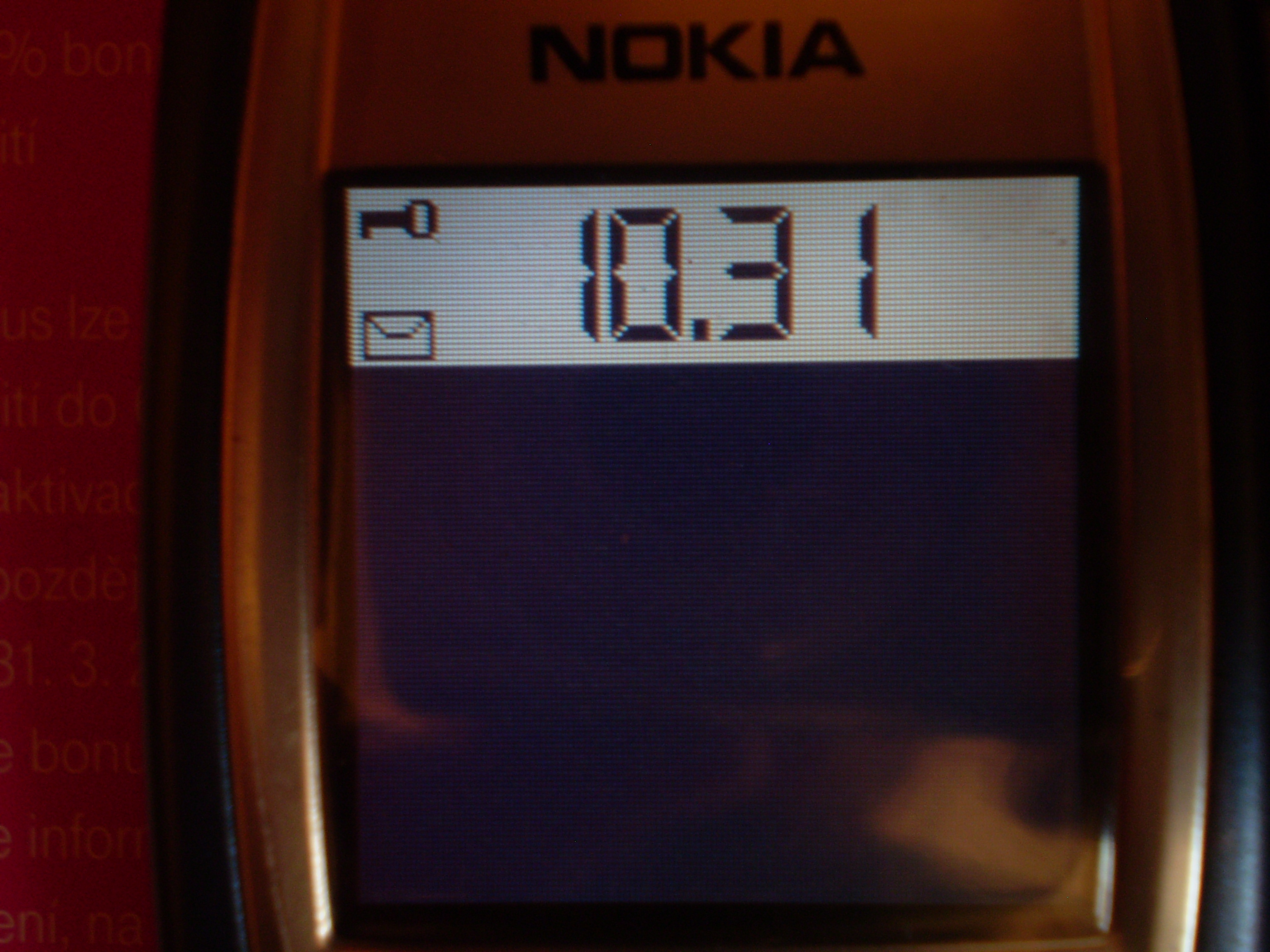